# Gekielter Flussfalke
Der Gekielte Flussfalke (Oxygastra curtisii) ist die einzige Art der damit monotypischen Flussfalken innerhalb der Falkenlibellen (Corduliidae). Sie wurde von dem Zoologen James Charles Dale nach seinem Kollegen John Curtis benannt.

## Merkmale
Die Libellen haben eine Flügelspannweite von 6,5 bis 7 Zentimetern. Auf den Segmenten eins bis sieben sowie dem zehnten des Abdomens der Männchen befindet sich dorsal ein jeweils ein gelber Fleck. Bei den weiblichen Tieren kommt dieser mitunter auch auf den Segmenten acht und neun vor. Mit dem Alter verliert sich dieser Fleck.

## Lebensraum
Sie kommen in Südwesteuropa an verbuschten Flussufern vor. Sonst sitzen sie an Zweigen. Sie haben fixe Schlafplätze abseits des Ufers im Gebüsch. Sie sind allgemein selten, nur stellenweise häufig.
1940 bis 1943 wurde diese Art in Deutschland an der Siegmündung gesichtet. Erst 1999 wurde wieder ein Exemplar in der Südeifel entdeckt.

## Lebensweise
Die Männchen patrouillieren am Ufer hin und her, halten aber oft während des Fluges auf der Stelle an. Sie fliegen von Juni bis August.

## Fortpflanzung und Entwicklung
Die Weibchen legen ihre Eier im Flug ab, indem sie kurz mit dem Hinterleib ins Wasser eintauchen. Sie fliegen dabei auch oft durch die Ufervegetation. Die Larven entwickeln sich im Schlamm und leben darin zur Gänze bedeckt.

## Belege
1. ↑  Hansruedie Wildermuth: Die Falkenlibellen Europas. (= Neue Brehm-Bücherei. Band 653). Westarp Wissenschaften, Hohenwarsleben 2008, ISBN 978-3-89432-896-2, S. 359.